# Wayne Isham
Wayne Isham (2 de diciembre de 1958) es un director de cine estadounidense que ha dirigido videos musicales de varios artistas populares, como Guns & Roses, Bon Jovi, Avenged Sevenfold, *NSYNC, Metallica, Megadeth, Godsmack, Britney Spears, Queensrÿche, Pink Floyd, Eros Ramazzotti, Sheryl Crow, Joss Stone, Paulina Rubio, Maná y Madonna, entre otros.
Dos de los principales trabajos de Isham son el concierto Delicate sound of thunder de Pink Floyd; nominado en los Premios Grammy de 1990 en la categoría Mejor video musical de Larga Duración; y el video musical de «Piece of Me» de Britney Spears; ganador de las categorías Video musical del Año, Mejor video musical Femenino y Mejor video musical Pop en los MTV Video Music Awards 2008.

## Videografía de selección
1984
- Styx - "Caught in the Act"

1985
- Mötley Crüe - "Smokin' In The Boys Room"
- Mötley Crüe - "Home Sweet Home"
- Michael Bolton - "Everbody's Crazy"
- Dokken - "Alone Again"

1986
- Bon Jovi - "You Give Love a Bad Name"
- Bon Jovi - "Livin' on a Prayer"

1987
- Bon Jovi - "Wanted Dead Or Alive"
- Bon Jovi - "Never Say Goodbye"
- Mötley Crüe - Girls, Girls, Girls

1988
- Def Leppard - "Pour Some Sugar on Me"
- Bon Jovi - "Bad Medicine"
- Pink Floyd - Delicate Sound of Thunder - Live - Nassau Coliseum - New York - Long Island

1989
- Mötley Crüe - "Dr. Feelgood"
- Bon Jovi - "I'll Be There For You"
- Bon Jovi - "Lay Your Hands on Me"
- Skid Row - "18 and Life"

1990
- Janet Jackson - "Black cat"

1991
- Metallica - "Enter sandman"
- Roxette - "Spending My Time"

1992
- Megadeth  - "Symphony of Destruction"

1993
- Bon Jovi - "Bed Of Roses"
- Megadeth  - "99 Ways to Die"
- Megadeth  - "Sweating Bullets"
- Luis Miguel - "Hasta que me olvides"

1994
- Pantera - "5 minutes alone"
- Megadeth  - "Angry Again"
- Megadeth  - "Train of Consequences"

1995
- Michael Jackson  - "You Are Not Alone"

1997
- Metallica - "Fuel"

1998
- Ricky Martin - "Vuelve"
- Ricky Martin - "La Copa De La Vida"
- Ricky Martin - "La Bomba"

1999
- Ricky Martin - "Livin' la vida loca"
- Mariah Carey - "I Still Believe"
- Metallica - "No Leaf Clover"
- Backstreet Boys - "I Want It That Way"
- Ricky Martin - "Shake Your Bon-Bon"

2000
- Aaliyah - "Try again"
- Ricky Martin - "She bangs"
- Metallica - "I disappear"
- 'N Sync - "Bye bye bye"

2002
- Britney Spears - "I'm not a girl, not yet a woman"
- Paulina Rubio - "The One You Love" ^ "Todo Mi Amor"

2003
- Metallica - "Frantic"

2006
- Avenged Sevenfold - "Seize the day"

2007
- Eros Ramazzotti & Ricky Martin - "Non siamo soli"
- Shayne Ward - "If that's OK with you"
- Britney Spears - «Piece of Me»

2008
- Avril Lavigne - "The best damn thing"
- Leona Lewis - "Forgive me"
- Simple Plan - "Your love is a lie"
- Avenged Sevenfold - "Afterlife"
- Gavin DeGraw - "In Love with a Girl"

2009
- Metallica - "Broken, Beat & Scarred"

2010
- Nadine Coyle - "Insatiable"
- Adam Lambert - "Time for Miracles"

2011
- Avenged Sevenfold - “So Far Away”